# Ramón Héctor Ponce
Ramón Héctor Ponce Enríquez (Goya, 5 luglio 1948 – 7 luglio 2019) è stato un calciatore argentino, di ruolo attaccante.